# Étienne de Ripon
Étienne de Ripon (Stephen of Ripon en anglais, Stephanus en latin) est un prêtre anglo-saxon de la fin du VIIe siècle et du début du VIIIe siècle. Il est l'auteur de la Vita sancti Wilfrithi, une hagiographie de l'évêque Wilfrid.

## Biographie
La Vita sancti Wilfrithi constitue la seule source permettant de retracer la vie d'Étienne de Ripon. Ce dernier s'y décrit simplement comme « Étienne, un prêtre » et mentionne l'église de Ripon comme « notre basilique ». Les historiens ont longtemps considéré qu'il ne faisait qu'un avec Eddius Stephanus, un maître de chant invité par Wilfrid à l'abbaye de Ripon en 669, mais cette identification est aujourd'hui abandonnée et l'auteur de la Vita est désormais simplement appelé « Étienne de Ripon ».
Dans la Vita, Étienne emploie la première personne d'une manière suggérant qu'il a fait partie de l'entourage de Wilfrid. Il pourrait l'avoir accompagné durant son premier voyage à Rome, en particulier durant son séjour à la cour du roi frison Aldgisl, en 678. Sa présence aux côtés de Wilfrid durant son second voyage à Rome, en 703 ou 704, est plus certaine. Il offre des descriptions détaillées d'événements survenus dans les dernières années de la vie de l'évêque, jusqu'à sa mort en 709 ou 710.
L'hagiographie d'Étienne, rédigée dans un latin correct, tranche avec les normes du genre en s'intéressant davantage au contexte politique et social dans lequel évolue Wilfrid qu'aux miracles qu'il aurait accomplis. C'est un texte partisan, qui minimise les échecs de Wilfrid et défend ses réussites. Malgré ce biais évident, la Vita constitue une source précieuse pour retracer l'histoire anglaise de cette période. Bède le Vénérable en fait usage dans son Histoire ecclésiastique du peuple anglais, achevée quelques décennies après la mort de Wilfrid.